# Cyprinella venusta
Cyprinella venusta är en fiskart som beskrevs av Girard, 1856. Cyprinella venusta ingår i släktet Cyprinella och familjen karpfiskar. IUCN kategoriserar arten globalt som livskraftig. Inga underarter finns listade i Catalogue of Life.